# Oglindă atomică
În fizică, o oglindă atomică este un dispozitiv care reflectă atomi neutri într-un mod similar cu modul în care o oglindă convențională reflectă lumina vizibilă. Oglinzile atomice pot fi realizate prin utilizarea câmpurilor electrice sau câmpurilor magnetice, unde câmpurile electromagnetice  interacționează cu momentele dipolare ale atomilor neutri. De asemenea, oglinzile atomice pot fi realizate din plăcuțe de siliciu; în acest caz, atomii sunt reflectați prin forțele de atracție ale interacțiunii van der Waals, un fenomen cunoscut sub numele de reflexia cuantică). Această reflexie este eficientă atunci când componenta normală a vectorului de undă al atomilor este mică sau comparabilă cu adâncimea efectivă a potențialului de atracție, care reprezintă aproximativ distanța la care potențialul devine comparabil cu energia cinetică a atomului. Pentru a reduce componenta normală, majoritatea oglinzilor atomice sunt proiectate pentru incidența tangențială.

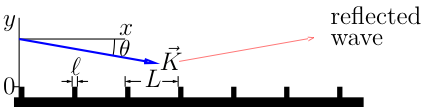
Oglindă crestată. Unda cu vectorul de undă este dispersată la crestele separate prin distanța

La incidența tangențială, eficiența reflexiei cuantice poate fi îmbunătățită prin utilizarea unei suprafețe acoperite cu creste (oglindă crestată).
Setul de creste înguste reduce forța de atracție van der Waals exercitată asupra atomilor de către suprafață și îmbunătățește reflexia. Fiecare creastă blochează o parte din frontul de undă al atomilor, cauzând difracția Fresnel.
O astfel de oglindă poate fi explicată prin intermediul efectului Zeno cuantic. În acest context, se poate interpreta că atomii sunt „măsurați” la fiecare creastă, iar măsurările frecvente (creste îndeaproape distanțate) suprimă tranziția particulei către regiunea absorbantă, determinând astfel o reflexia speculară. La o separație mare {\displaystyle ~L~} între crestele subțiri, reflectivitatea oglinzii crestate este determinată de un parametru adimensional, {\displaystyle ~p={\sqrt {KL~}}~\theta ~} unde {\displaystyle ~K~} este numărul de undă și  este θ unghiul de incidență. Această reflectivitate nu depinde de faza inițială a undei, ceea ce face ca oglinzile crestate să fie eficiente pentru reflexia atomilor.

## Aplicații
- Interferometria atomică